# Home Credit and Finance Bank
Home Credit and Finance Bank je ruská komerční banka, která na ruském trhu patří mezi přední banky specializující se na spotřebitelské úvěry. Sídlo společnosti se nachází v Moskvě.

## Historie
Banka byla založena v roce 1990 pod názvem "Inovativní banka Technopolis". V roce 2002 tuto banku koupila společnost Home Credit. 16. července téhož roku byl v Rusku poprvé vydán úvěr již pod značkou Home Credit. Ve stejném roce bylo sestaveno první zastupitelství a otevřeno první prodejní místo.
V roce 2003 banka uzavřela partnerskou dohodu s obchodní sítí Eldorado (rus. Эльдорадо) a začala geograficky expandovat. V roce 2004 vystavila banka první kreditní kartu a poprvé po sečtení celoročních výsledků dosáhla příjmu. Prodejní místa banky byla otevřena ve všech federativních oblastech Ruska, kromě Dálného Východu. V roce 2005 banka otevřela první úvěrově-peněžní pobočku a vydala první peněžní úvěr.
V roce 2006 se banka soustředila na vylepšení systému underwriting, což je systém, který posuzuje pravděpodobnost splacení nebo nesplacení úvěru bance. Ve stejném roce byl také zahájen hypoteční úvěrový program. V roce 2007 banka dominovala na trhu s kreditními kartami. Jako první představila akci 0-0-24. Postupně banka upustila od specializování se pouze na jednu finanční službu a přešla na typ retailové banky. Ve stejném roce bylo zahájeno vydávání úvěrů na nákup automobilů, banka začala přitahovat vklady jednotlivců a byly vydány první debetní karty.
V roce 2008 banka optimalizovala svou strategii a pružně tak reagovala na krizi. Banka se soustředila na peněžní půjčky a pújčky v prodejních místech, ukončila hypoteční úvěry a půjčky na automobily.
V roce 2009 banka začala působit na trhu výplatních projektů, rozšiřovala síť bankomatů, nabízela klientům služby SMS-oznámení a internetové bankovnictví. Home Credit se stala č.1 na trhu v poskytováním úvěrů na prodejních místech.
V roce 2010 dosáhla banka podle údajů Mezinárodních standardů účetního výkaznictví rekordního příjmu za celou dobu své existence a to 9,4 mld. rublů. Obnovila vydávání půjček na automobily a aktivně rozšiřovala své působení v regionech.
V roce 2011 banka pokračovala v rozvoji možností prodeje, rozšiřovala své působení v regionech, přitahovala k prodeji svých produktů agenty a brokery. Ve výsledku objem vydaných peněžních úvěrů předčil objem POS-úvěrů (angl. point of sale).
V červenci roku 2012 banka oznámila přechod k obchodnímu modelu financial supermarket (model, který se soustředí na nabízení širokého spektra bankovních i vně bankovních služeb). Na konci roku 2012 banka zaujala třetí místo na trhu poskytování úvěrů fyzickým osobám za bankou Sberbank a VTB24. Také  vstoupila mezi deset největších bank podle objemu vkladů portfolia fyzických osob.
V lednu roku 2013 banka informovala o koupi akciové společnosti Home Credit Bank v Kazachstánu, která je také začleněna do skupiny Home Credit B.V.
Držitel ceny "Bankovnictví".

## Majitelé a představenstvo
Banka je majetkem holandské Home Credit Group, která je součástí české asociace PPF. 
- Předseda správní rady — Jiří Šmejc
- Předseda představenstva — Jurij Andresov [2]

## Činnost
Banka Home Credit aktivně pracuje v mnoha oblastech bankovních služeb. Podle údajů z roku 2012 měla v Rusku 6356 různých poboček a více než 69 tisíc prodejních míst. 
Podle výkazu HCF-Bank Mezinárodního standardu účetního výkaznictví (IFRS), v roce 2012 byl čistý zisk banky 19,1 mld. rub. Oproti roku 2011 to představuje nárůst o téměř 80 %. Úvěrové portfolio se na konci roku 2012 zvýšilo o 98,3 % a činilo 223,8 mld. rub. Hlavním tahounem růstu úvěrového portfolia byly hotovostní úvěry. Jejich objem v roce 2012 vzrostl o 171,1 %.
Podle údajů Frank Research Group ke dni 1.9.2013 banka ovládala 26,4% trhu poskytování úvěrů na prodejních místech (1. místo). Podle údajů Tinkoff Bank banka Home Credit držela 2,9 % trhu s kreditními kartami (9. místo). Podle údajů Frank Research Group, podíl banky Home Credit k 1. 9. 2013 na trhu s kreditními kartami sestavoval 3,7 % (9. místo)
K 31. prosinci roku 2012 bylo procento úvěrů po splatnosti u HCFB 6,6 %. Ale v roce 2013 se stabilní růst trhu s půjčkami zastavil. Podle projekce zisků, kterou vypracoval v roce 2011 management Home Creditu, měla skupina v roce 2013 vydělat 509 milionů eur v čistém, ve skutečnosti to bylo 324 milionů. V prvním pololetí 2014 skončil holding ve ztrátě, podle projekce měl rok 2014 skončit ziskem 589 milionů eur.
Podle údajů výzkumu holding Romir, Home Credit Bank zaujímá 6. místo viditelnosti mezi ruskými bankami.

### Hlavní ukazatele činnosti
| Ukazatel (mil. rub.) | 2008    | 2009    | 2010     | 2011     | 2012     | 2013     | 2014     |
| -------------------- | ------- | ------- | -------- | -------- | -------- | -------- | -------- |
| Čistý zisk           | 3 659   | ▲5 179  | ▲9 411   | ▲10 754  | ▲19 056  | ▼11 105  | ▼-4 524  |
| Provozní zisk        | 25 920  | ▼24 345 | ▲24 706  | ▲32 342  | ▲61 576  | ▲90 296  | ▼69 907  |
| Aktiva               | 113 449 | ▼96 476 | ▲101 099 | ▲155 689 | ▲337 816 | ▲358 934 | ▼338 740 |
| Úvěrové portfolio    | 82 014  | ▼58 929 | ▲75 275  | ▲112 833 | ▲223 803 | ▲285 913 | ▼244 779 |
| Vlastní kapitál      | 20 598  | ▲26 833 | ▲33 019  | ▼30 547  | ▲46 823  | ▲55 196  | ▼52 648  |

## Sociální politika

### Mateřská škola  «Oranžereja»
V Obninsku funguje mateřská škola "Oranžereja" pro pracovníky banky. Je to jedna z prvních školek v Rusku, která se nachází v budově, kde pracují rodiče. Výchova dětí různého věku probíhá podle Montessoriovské školy, která je založena na individuálním přístupu ke každému dítěti v závislosti na jeho možnostech a motivaci.

### Finanční gramotnost
Banka Home Credit aktivně pracuje na zvyšování finanční gramotnosti obyvatelstva. Tento program funguje od roku 2008. Banka provádí workshopy a semináře v regionálních městech. V roce 2012 banka pokračovala v akcích na podporu zvýšení finanční gramotnosti v regionech. Podle sdělení banky se budou v roce 2013 konat další semináře v různých městech Ruska.

### Charitativní činnost
Od roku 2009 banka Home Credit realizuje charitativní projekt Modrý pták. Cílem tohoto projektu je pomoc talentovaným a perspektivním absolventům škol, kteří se nacházejí ve složité sociální a ekonomické situaci. Cílem je pomoc udělat správné rozhodnutí, jít na vysokou školu a získat vysokoškolské vzdělání. Studenti, kteří jsou vybráni, poté dostávají po celou dobu studia každý měsíc stipendium od banky, účastní se školení, v létě i v zimě společně tráví dovolenou v Rusku i za hranicemi.
Za čtyři roky své existence projekt Modrý pták pokryl 11 měst a regionů země. Každoročně do projektu přibudou další dva až tři regiony. Projekt geograficky zahrnuje Kalužskou, Sverdlovskou, Volgogradskou, Murmunskou, Leningradskou a Orlovskou oblast. Dále Altajský a Krasnojarský kraj, republiku Karélie a Baškortostan. Na konci roku 2012 bylo do programu zahrnuto 71 studentů.

## Odborová organizace
9. prosince roku 2009 byla v bance vytvořena první Odborová organizace všeruského odborového svazu úředníků a vedoucích pracovníků, pracovníků tvůrčího a intelektuálního oddělení "VMESTE". Poté, co se Ivan Svitek dozvěděl, že byla odborová organizace založena, bylo předsedovi a členům odborů předáno oznámení o propuštění.
V odpovědi na otázku deníku "Vedomosti" (vedomosti.ru), která se týkala vytvořené odborové organizace, odeslalo tiskové oddělení banky do redakce tuto zprávu:
"Banka aktivně podporuje prostředí otevřené komunikace se všemi svými zaměstnanci cestou neustálé přímé komunikace v rámci společnosti. Toto prostředí nejenže motivuje a orientuje naše zaměstnance na výsledek, ale také zajišťuje pohodlné pracovní prostředí a rozvíjí firemní kulturu. Komunikace s pracovníky je neustálá a klíčová věc v politice banky a není závislá na přítomnosti či nepřítomnosti odborů."
Podle svědectví předsedy odborových svazů byla reakce vedení banky na vytvoření odborového svazu agresivní:
"Poněvadž má banka české kořeny, očekával jsem, že postoj k odborovému hnutí by měl být více evropský, více demokratický. Ale reakce byla agresivní. Několik hodin mě bezpečnostní služby vyslýchaly jako u výslechu gestapa. Předvolávaly lidi, se kterými jsem byl v kontaktu. Přímo mi řekly: Žádné odbory v bance nebudou, najdeme záminku k propuštění všech členů odborového svazu."

## Kritika
V roce 2006 Federální služba pro dohled nad ochranou práv spotřebitelů a lidského blahobytu (Rospotrebnadzor) na základě ověření stížnosti dlužníka podala na banku Home Credit stížnost ve věci vybírání poplatků za otevření úvěrového účtu podle smlouvy o spotřebitelském úvěru. Rozhodčí soud potvrdil platnost tvrzení Federální služby pro dohled nad ochranou práv spotřebitelů a lidského blahobytu. Díky tomuto případu, ale i vlivem situace na trhu banka zrušila vybírání poplatků za otevření a vedení úvěrového účtu.
Rospotrebnadzor také podalo stížnost na banku ve věci zařazení podmínek půjčky na základě umístění banky v Moskvě. V návaznosti byly tyto podmínky v roce 2010 změněny.
V květnu roku 2007 poslanec strany Spravedlivé Rusko Oleg Šein podal žádost na Generální Prokuraturu a Federální službu bezpečnosti s prosbou zahájit vyšetřování banky za podvod. Ve své poslanecké žádosti Šejn vyjádřil obavu, že oběťmi, z jeho pohledu pochybných kreditních úvěrů, se mohli stát sociálně slabí občané, kteří tvoří cílovou skupinu banky Home Credit.
Na základě této žádosti byla provedena kontrola státním zastupitelstvím, antimonopolní službou a Centrální bankou Ruské federace. Podle výsledků kontrol nedošlo k žádným přestupkům v činnosti banky.

## Pozice banky v ratinzích
Banka Home Credit zaujala první místo mezi bankami v ratingu "Zaměstnavatelé Ruska 2012" . Tento rating byl sestaven společností HeadHunter s pomocí odborných partnerů – společnosti Ecopsy consulting  a PwC.
RIA rating podle výsledků roku 2012:

2. místo v indexu rentability aktiv;
10. místo  v objemu depozitního portfolia populace.
RA "Expert" podle výsledků roku 2012:

3. místo v objemu portfolia úvěrů fyzickým osobám;
10. místo v objemu depozitů fyzických osob.
Časopis Kommersant – Peníze podle výsledků roku 2011:
6. místo v ratingu největších spotřebitelských bank;
10. místo v ratingu bank s největšími příjmy;
25. místo v ratingu největších bank specializujících se na úvěry;
26. místo v ratingu největších bank v Rusku podle velikosti kapitálu;
32. místo mezi největšími bankami Ruska podle čistých aktiv.